# The Transformers: Mystery of Convoy
The Transformers: Mystery of Convoy (яп. 戦え! 超ロボット生命体トランスフォーマー コンボイの謎(ナゾ) — игра для Famicom в жанре Run and gun, разработанная ISCO и распространённая компанией Takara (в Японии). Игра основана на популярной серии игрушек Трансформеров от Takara и Hasbro. 10 июня 2008 года игра была выпущена на Virtual Console.
Главный герой игры Ультра Магнус. The titular Mystery (Титулярная «Тайна») — это личность Оптимуса Прайма (упоминается в названии как «Убийца Конвой», так как мультфильм Трансформеры 1986 года не выходил в Японии четыре года до 1990 года. Таким образом, смерть Оптимуса Прайма не была адекватно объяснена японской аудитории.
Хотя название игры — «Трансформеры: тайна» «Конвой», «Конвой» написана как «Комвой».

## Сюжет
Сюжета в игре в основном нет, но события игры повествуются после одноимённого мультфильма 1986 года. В мультфильме подробно описывается финальная битва между Оптимусом Праймом и Мегатроном, в ходе которой Оптимус погиб. В результате он перед смертью передаёт Матрицу лидерства Ультра Магнусу.

## Геймплей
Игрок управляет Ультра Магнусом, который должен преодолеть 10 уровней, охраняемых разными Десептиконов врагов и победить в конце каждого уровня всех боссов. Он может трансформироваться в грузовик, что изредка помогает ему избегать вражеских атак, избегать пуль, проезжать через узкие входы и стрелять в врагов, которые летят над ним. По пути он также может забрать различные предметы, которые могут дать ему более широкую огневую мощь или способность летать. В игре есть две секретной зоны; они могут быть найдены путем спасения Бамблби от десептиконов.
Боссы на каждом уровне состоят в основном из больших эмблем десептиконов в разных цветовых палитрах или лун. Единственным «Обманом», на самом деле является сражение с Мегатроном, который по необъяснимым причинам предпоследний босс и Триптикон (известный в Японии как динозавр), последний босс.
Другим игровым персонажем в игре является Родимус Прайм, которого можно разблокировать, собирая письма, которые заклинают Родимуса. Каждый из них по одному скрыт, последовательно на уровнях 1, 2, 4, 5, 7, 8 и 9. Однако, хотя его режим автомобиля имеет свою собственную графику, его режим робота спрайты Ультра Магнуса и Родимуса в палитре выглядят одинаково.

## Критика
1UP.com назвал игру «идеальным примером бесстыдной привязки». Он критиковал игру за высокий уровень сложности, реализацию игры за трансформационную способность и то, как девятый этап бесконечно зацикливается, если не следовать определенной схеме.

## Влияние
Игра послужила основой для создания аниме-сериала «Q-Transformers» в 2014 году.